# Kjell-Arne Welin
Kjell-Arne Welin, född 17 november 1942 i Hörby församling i Malmöhus län, är en svensk arbetsförmedlare och politiker (folkpartist).
Kjell-Arne Welin, som är son till en chaufför och en sömmerska, verkade från 1973 och framåt som arbetsförmedlare. Han var ledamot i Helsingborgs kommunfullmäktige 1979–1987 och hade också andra kommunala uppdrag.
Han var riksdagsledamot för Fyrstadskretsen 1985–1991 och riksdagsersättare för samma valkrets en kortare period 1994. I riksdagen var han bland annat suppleant i lagutskottet 1985–1988 och i justitieutskottet 1988–1991. Han var främst engagerad i socialpolitik och miljöfrågor.